# Jon Darpón
Jon Darpón Sierra (Bilbao, 1959) es un médico y político español. Fue consejero de Salud del Gobierno Vasco entre 2012 y 2019.

## Formación
Licenciado en Medicina por la Universidad del País Vasco, médico residente en el Hospital de Cruces, especializado en Medicina Familiar y Comunitaria (1988), en 1991 cursó un postgrado en Atención primaria en la Universidad de Newcastle (Reino Unido) y una diplomatura en Dirección de Organizaciones Sanitarias y Administración por la Escuela de Alta Dirección en 1997.

## Trayectoria
Terminada su formación, ejerció su profesión en las Urgencias del Hospital de Galdakao y del Hospital de Cruces. Posteriormente fue coordinador de trasplantes del Hospital de Cruces  y subdirector de servicios quirúrgicos de ese hospital.
Entre 1989 y 1991 fue presidente de la sección de Medicina Familiar y Comunitaria de la Academia de Ciencias Médicas de Bilbao. En 1997 asumió la dirección médica del Hospital de Txagorritxu y dos años más tarde fue nombrado director de Asistencia Sanitaria de Osakidetza-Servicio Vasco de Salud, cargo que dejó en 2005 para desempeñar la Dirección de Gerencia del Hospital Universitario de Basurto.
En septiembre de 2009 inició una nueva etapa profesional en el Igualatorio Médico Quirúrgico (IMQ) de Bilbao que finalizó en diciembre de 2012 como director general de las Clínicas IMQ Zorrozaurre. En 2012 también fue nombrado presidente de la sección de Gestión Sanitaria de la Academia de Ciencias Médicas de Bilbao.
Dejó ambos cargos cuando asumió el de consejero de Salud en el Gobierno Vasco presidido por Iñigo Urkullu, el 17 de diciembre de 2012. Dimitió el 14 de marzo de 2019 por las irregularidades detectadas en la OPE de Osakidetza. Seguidamente pasó a trabajar para la aseguradora privada Keralty, donde fue nombrado responsable de Operaciones y de la dirección para Eurasia.